# Les Damnés de la mer
Pour plus de détails, voir Fiche technique et Distribution.
Les Damnés de la mer est un documentaire réalisé en 2008.

## Synopsis
À Dakhla (extrême sud du Maroc), une des régions les plus poissonneuses du globe, des centaines de pêcheurs marocains, poussés par la raréfaction des ressources halieutiques plus au nord, s’entassent dans des tentes battues par les embruns. Mais leur quête d’une pêche miraculeuse s’est transformée en un piège tragique. Faute d’autorisations, ces hommes sont condamnés à rester à quelques mètres du rivage et à attraper ce qu’ils peuvent tandis que, au large, des chalutiers étrangers, équipés de sonars haute technologie, pêchent allégrement des poissons qui seront exportés vers d’autres continents.

## Fiche technique
- Réalisation : Jawad Rhalib
- Production : Latcho Drom Arte RTBF Irène Productions Clap d’Ort Films
- Fichier : Olivier Pullincks
- Son : Khalid Oudadess
- Musique : Hassan Laarousi
- Montage : Karima Saïdi

## Distinctions
- Festival de Cine Panafricano de Cannes 2009
- Festival Visions du réel (Nyon, Suiza) 2009
- Festival Eslovaco de Cine Medioambiental 2009